# Capoterra
Capoterra (sardinsky: Cabudèrra) je italská obec (comune) v metropolitním městě Cagliari v regionu Sardinie. Nachází se ve výšce 54 metrů nad mořem a má přibližně 23 tisíc obyvatel. Rozloha obce je 68,49 km².